# Redernové
Redernové (původně také Rederové z Rederu, psáno Rödernové, německy von Röder) byli slezský šlechtický rod, který roku 1558 získal frýdlantské panství a vládl na něm až do svého nuceného exilu po bitvě na Bílé hoře. Spojili se s Šliky či Parchvici.

## Historie
Redernové byli původně severoněmecký rytířský rod, který měl majetek ve Slezsku již někdy ve 12. století. Další rodové državy měli v Braniborsku, Anhaltsku a Horní Lužici. Jejich rodovým hradem se stal Ruppersdorf blízko Vratislavi. Do Čech přišli v 16. století.
Bedřich z Redernu se stal prezidentem slezské komory, v roce 1558 koupil od krále hrad Frýdlant a město Liberec, povýšil do panského stavu. Zplodil šest synů. Jan Jiří velel královské jízdě v bojích s Turky, proti kterým bojoval i bratr Melichar.
Melichar (Melchior; 1555–1600) studoval v Heidelbergu a Míšni, studia literatury nedokončil a vstoupil do armády, bojoval ve Francii, Itálii, Prusku a Polsku. Vešel ve známost díky obraně varaždínské pevnosti před Turky v roce 1598. Císař Rudolf jej za to pasoval na rytíře a daroval mu dvacet tisíc tolarů. Melichar poté působil jako prezident válečné rady, stal se vrchním velitelem uherské armády.
Melicharův syn Kryštof se účastnil stavovského povstání, stál na straně vzbouřenců i po prohrané bitvě na Bílé hoře. Odsoudili jej k zabavení majetku a trestu smrti. Zkonfiskovaný majetek získal Albrecht z Valdštejna. Kryštof z Redernu se nějaký čas skrýval v Bílém Potoce, poté uprchnul Smutnou stezkou (Trauersteig) přes horu Smrk do Slezska, kde si naverboval pluk rejtarů a vrátil se do Čech, kde vedl proti novému vlastníkovi svých panství soukromou válku. Prohrál, odtáhl do Polska, kde se oženil a natrvalo usadil.
V roce 1669 povýšila slezská linie do stavu říšských hrabat a natrvalo se usadila v Prusku. Posledním příslušníkem žijícím v Čechách byl pravděpodobně Kryštof. V současnosti členové rodu žijí mimo české země.

## Významní členové rodu
- Bedřich z Redernu († 1564) zakoupil od krále Ferdinanda I. v roce 1558 Frýdlantsko.
- Melchior z Redernu (1555–1600), polní maršál a císařský rada Rudolfa II.
- Kateřina z Redernu, rozená Šliková († 1617), Melchiorova manželka a po jeho smrti správkyně redernských držav za svého nezletilého syna Kryštofa II.
- Kryštof II. z Redernu (1591–1641), za podporu stavovského povstání poslán do exilu.

## Erb
Původním erbem rodu bylo stříbřité kolo o osmi loukotích v modrém poli, zopakované v klenotu, kde ovšem bylo položené na paví kytu. Roku 1562 byl tento erb rozhojněn rozčtvrcením a to tímto způsobem: v prvním a čtvrtém poli původní erb, ve druhém a třetím štěpená pole – vpravo červené se stříbrným břevnem a zkříženými červenými ostrvemi na břevnu položenými, vlevo zlaté s polovinou černé orlice s červenou zbrojí. Druhý klenot erbu tvořily šest červeno-bílo-červených praporků na dlouhých kopích.
Kolo z erbu Redernů je vyobrazeno na městském znaku Liberce a na symbolech Libereckého kraje.